# Phytomyza ukogi
Phytomyza ukogi är en tvåvingeart som beskrevs av Hiroaki Iwasaki 1996. Phytomyza ukogi ingår i släktet Phytomyza och familjen minerarflugor. Inga underarter finns listade i Catalogue of Life.